# Saque de Roma (1527)
O saque de Roma, ocorrido em 6 de maio de 1527, foi um evento militar realizado na cidade de Roma, então parte do Estados Pontifícios pelas tropas rebeldes de Carlos V, imperador do Sacro Império Romano-Germânico. O saque marcou uma vitória crucial do império no conflito entre Carlos e a Liga de Cognac (1526–1529) — aliança da França, Milão, Veneza, Florença e do Papado.
O Papa Clemente VII havia dado seu apoio ao Reino de França em uma tentativa de alterar o equilíbrio de poder na região e libertar o papado de dependência crescente em relação ao Sacro Império Romano-Germânico (e da dinastia de Habsburgo).
O exército do imperador do Sacro Império Romano-Germânico derrotou o exército francês na Itália, mas os fundos do império e os espólios de guerra não foram suficientes para pagar os soldados. Os 34 000 soldados da tropa imperial se amotinaram e forçaram seu comandante, Carlos III de Bourbon, condestável da França, a conduzi-los em direção a Roma. Além de tal contingente havia cerca de 6000 espanhóis sob comando do duque, cerca de 14 000 Lansquenetes sob comando de Georg von Frundsberg, um corpo de infantaria italiano liderado por Fabrizio Maramaldo, os poderosos cardeais italianos, Pompeio Colonna e Luigi Gonzaga, e também alguns homens de cavalaria sob o comando de Ferdinando Gonzaga e Philibert, Príncipe de Orange.
Apesar de Martinho Lutero ser pessoalmente contra o conflito, alguns que se consideravam seguidores do movimento protestante de Lutero enxergavam, por motivos religiosos, a capital papal como um alvo, objetivo último compartilhado com os demais soldados que marcharam a Roma com o intuito de saquear e pilhar a cidade, que além de muito rica era aparentemente um alvo fácil. Numerosos bandidos, junto com desertores da Liga, se juntaram ao exército durante a sua marcha.
O duque deixou Arezzo em 20 de abril 1527, aproveitando o caos entre os venezianos e os seus aliados depois de uma revolta que eclodiu em Florença contra os Médici. Desta forma as tropas, em grande parte indisciplinadas, saquearam Acquapendente e San Lorenzo alle Grotte, e ocuparam Viterbo e Ronciglione, atingindo as paredes de Roma no dia 5 de maio.
O saque marcou o fim da Renascença Italiana, atingiu o prestígio papal e liberou o imperador de agir contra a Reforma Protestante na Alemanha, para impor o poder católico, bem como o levou a não mais reprimir os príncipes germânicos revoltosos, aliados de Lutero.